# Ponte Maria Pia
Die Ponte Maria Pia, auch Ponte D. Maria Pia (deutsch Maria-Pia-Brücke) ist eine stillgelegte Eisenbahnbrücke über den Douro zwischen Porto und Vila Nova de Gaia in Portugal.
Sie ist die älteste der noch existierenden Brücken über den Douro in Porto, aber nicht die erste. Vor ihr gab es die 1806 eingerichtete Schiffbrücke Ponte das Barcas, die 1842 von der Ponte pênsil abgelöst wurde, einer Hängebrücke, die bis zur Eröffnung der Ponte Dom Luís I im Jahre 1886 existierte. Die Funktion der Eisenbahnbrücke wurde 1991 von der Ponte de São João übernommen.
Die Ponte Maria Pia war bei ihrer Eröffnung 1877 die größte Bogenbrücke der Welt. Sie ist neben dem Garabit-Viadukt die berühmteste Brücke von Gustave Eiffel.

## Beschreibung
Die Ponte Maria Pia führte die Linha do Norte mit der portugiesischen Breitspur (1665 mm) über den Douro. Die Brücke und mit ihr die kurze Strecke zwischen den Bahnhöfen Vila Nova de Gaia und Porto-Campanhã blieb natürlich eingleisig, als die Linha do Norte ab der Jahrhundertwende zweigleisig ausgebaut wurde.
Sie ist 352,875 m lang und wird von zwei kleinen Tunneln eingerahmt. Sie kann deshalb den Douro in einer Höhe von 61,20 m überqueren, während die benachbarte Ponte de São João ohne Tunnel eine Höhe von 66 m benötigt.
Die schmiedeeiserne genietete Fachwerkbrücke hat einen Zweigelenk-Bogen mit einer Stützweite von 160 m. Der im Aufriss sichelförmige Bogen ist am Scheitel 10 m hoch und stützt sich an den Ufern auf je zwei Lager, die einen Abstand von 15 m haben. Der rund 3 m breite Fahrbahnträger wird von zwei Pfeilern auf den Bogenfundamenten, je einem auf den Bogenhüften und einem bzw. zwei Pfeiler auf den Uferhängen getragen. In der Bogenmitte verschmilzt der Fahrbahnträger mit der Fachwerkkonstruktion des Bogens. Der Bogen ist bei näherer Betrachtung nicht rund, sondern besteht, wie alle Fachwerkbogenbrücken, aus einzelnen geraden Trägern. Das Gewicht der Brücke betrug ursprünglich 1.450 t.

## Geschichte

### Anlass für den Bau der Brücke
In der Mitte des 19. Jahrhunderts begann auch Portugal mit dem Eisenbahnbau. 1856 wurde die erste Strecke von Lissabon nach Carregado eröffnet. Die Companhia Real dos Caminhos de Ferro Portugueses (Königliche portugiesische Eisenbahngesellschaft) führte 1862 die Strecke fort bis Santarém und bald darauf nach Entroncamento. In der gleichen Zeit begann man, die Linha do Norte von Vila Nova de Gaia aus nach Süden zu bauen. Der Bahnhof Vila Nova de Gaia wurde als Endstation der Strecke eröffnet, die 1864 durchgängig befahrbar war. Es fehlte aber noch die Überquerung des Douro zum gegenüberliegenden Porto. Über die beste Trasse war schon seit 1852 diskutiert und gestritten worden. Erste Brückenentwürfe waren unbefriedigend, insbesondere weil sie starke Steigungen bei der Überquerung der Schlucht des Douro nicht vermeiden konnten.

### Bau der Brücke
Die Companhia Real dos Caminhos de Ferro Portugueses, eine Gesellschaft mit starker französischer Kapitalbeteiligung, hatte von ihrem Comité de Paris d. h. von dem in Paris sitzenden Ausschuss des Verwaltungsrates, 1872 und 1873 fünf Angebote und Vorentwürfe für die Überbrückung des Douro-Tals erhalten, nämlich von Eiffel & Cie., Fives-Lille, Le Creusot, Ernest Goüin et Cie. und Bergas et Cie. Die Regierung legte 1875 die endgültige Lage der Brücke fest und forderte die Prüfung der fünf Angebote durch eine unabhängige Kommission.
Das Angebot von Eiffel belief sich zunächst auf 965.000 Franken. Nach einigen von der Kommission veranlassten Änderungen war es mit 1.200.000 Franken immer noch deutlich niedriger als die Konkurrenzangebote. Eiffel erhielt den Auftrag, die endgültige Planung wurde von seinem damaligen Partner Théophile Seyrig ausgearbeitet.
Der offizielle Baubeginn war am 26. April 1875. Zunächst musste die Ausführungsplanung erarbeitet und geprüft werden, was bei dem großen Bauprojekt einige Zeit in Anspruch nahm. Am 5. Januar 1876 konnte mit den Fundamentarbeiten begonnen werden. Im September 1876 waren die Maurerarbeiten für die Pfeilersockel, die eisernen Pfeiler und die seitlichen Abschnitte des Fahrbahnträgers fertig. Im folgenden Winter behinderten Überschwemmungen den geplanten Fortgang der Arbeiten. Daher konnte die Montage des Bogens erst im März 1877 in Angriff genommen werden.
Das Hauptstück der Brücke, der große Bogen mit einer Stützweite von 160 Metern, wurde freitragend mit einem neuen Verfahren montiert, das erst kurz zuvor in den USA von J. Eads bei der später nach ihm genannten Eads Bridge von St. Louis erprobt worden war. Diese Eisenbahnbrücke über den Mississippi River hatte die weiteste damals existierende Spannweite von 158,5 Metern. Eine freitragende Montage bedeutete, dass von beiden Seiten Bogenelemente angebracht und mit Stahltrossen zurückgehalten wurden, bis sich die beiden Segmente in der Mitte trafen. Über die provisorisch erhöhten Hauptpfeiler lief ein Kabelkran, mit dem die Teile an ihren vorgesehenen Platz gehoben wurden.

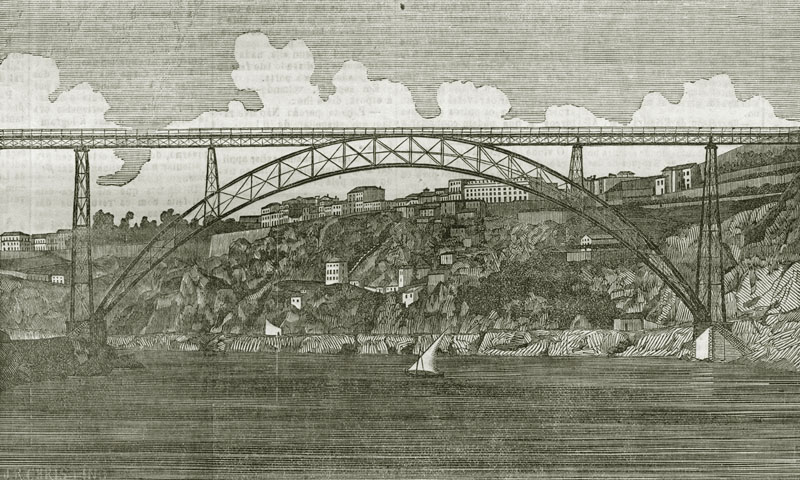
Die Maria-Pia-Brücke zur Zeit ihrer Eröffnung 1877

Wie alle großen Bauten ist die Brücke ein Gemeinschaftswerk mehrerer Personen. Der Ingenieur H. Dion war zuständig für die Überprüfung der Berechnung, Émile Nouguier und J. Compagnon waren für die Koordination der Arbeiten und für die Montage verantwortlich.
Der Bogen wurde am 25. September 1877 geschlossen. Im Oktober führte eine hochrangige Kommission portugiesischer Ingenieure die Abnahme durch.
Am 31. Oktober 1877 waren die Abnahme und alle Restarbeiten abgeschlossen. Am 4. November 1877 wurde die Brücke feierlich vom portugiesischen Königspaar Luís I. und seiner Gattin Maria Pia eingeweiht. Noch heute trägt die Brücke den Namen dieser Königin. Gut eingefügt in die großartige Landschaft, wurde sie zu einem Wahrzeichen der Stadt Porto.

### Außerbetriebnahme
Die Maria-Pia-Brücke wurde bis 1991 von der portugiesischen Eisenbahn befahren. Da sie nur eingleisig ist und zuletzt eine Höchstgeschwindigkeit von nur noch 20 km/h erlaubte, wurde der Bahnverkehr über den Douro auf die neu gebaute Ponte de São João verlegt. Nach langer Vernachlässigung wurden 2009 Instandhaltungsarbeiten ausgeführt, jedoch ist keine neue Nutzung absehbar.

## Sonstiges
Gustave Eiffel baute 1881 bis 1884 in ähnlicher Bauart den doppelt so hohen Garabit-Viadukt bei Saint-Flour (Frankreich).
Die Ponte Maria Pia wurde 1982 zum Monumento Nacional erklärt und 1990 von der American Society of Civil Engineers in die List of Historic Civil Engineering Landmarks aufgenommen.
Die Brücke wird sehr oft mit der im Zentrum der Stadt liegenden zweistöckigen Ponte Dom Luís I verwechselt, über deren obere Etage heute die neue Metrolinie des Stadtverkehrs fährt.